# Транспорт Панами
Транспорт Панами представлений автомобільним , залізничним , повітряним , водним (морським, річковим і озерним)  і трубопровідним , у населених пунктах  та у міжміському сполученні діє громадський транспорт пасажирських перевезень. Площа країни дорівнює 75 420 км² (118-те місце у світі). Форма території країни — складна, видовжена в широтному напрямку у вигляді хвилі; максимальна дистанція з півночі на південь — 205 км, зі сходу на захід — 660 км. Географічне положення Панами дозволяє країні контролювати важливий морський транспортний шлях між акваторіями Атлантичного і Тихого океанів (Панамський канал); та у майбутньому, після добудови шосе в Дар'єнському розриві, сухопутне сполучення між країнами Північної Америки, Месоамерики та країнами Південної Америки (Панамериканське шосе).

## Автомобільний
Загальна довжина автошляхів у Панамі, станом на 2010 рік, дорівнює 15 137 км, з яких 6 351 км із твердим покриттям і 8 786 км без нього (122-ге місце у світі).

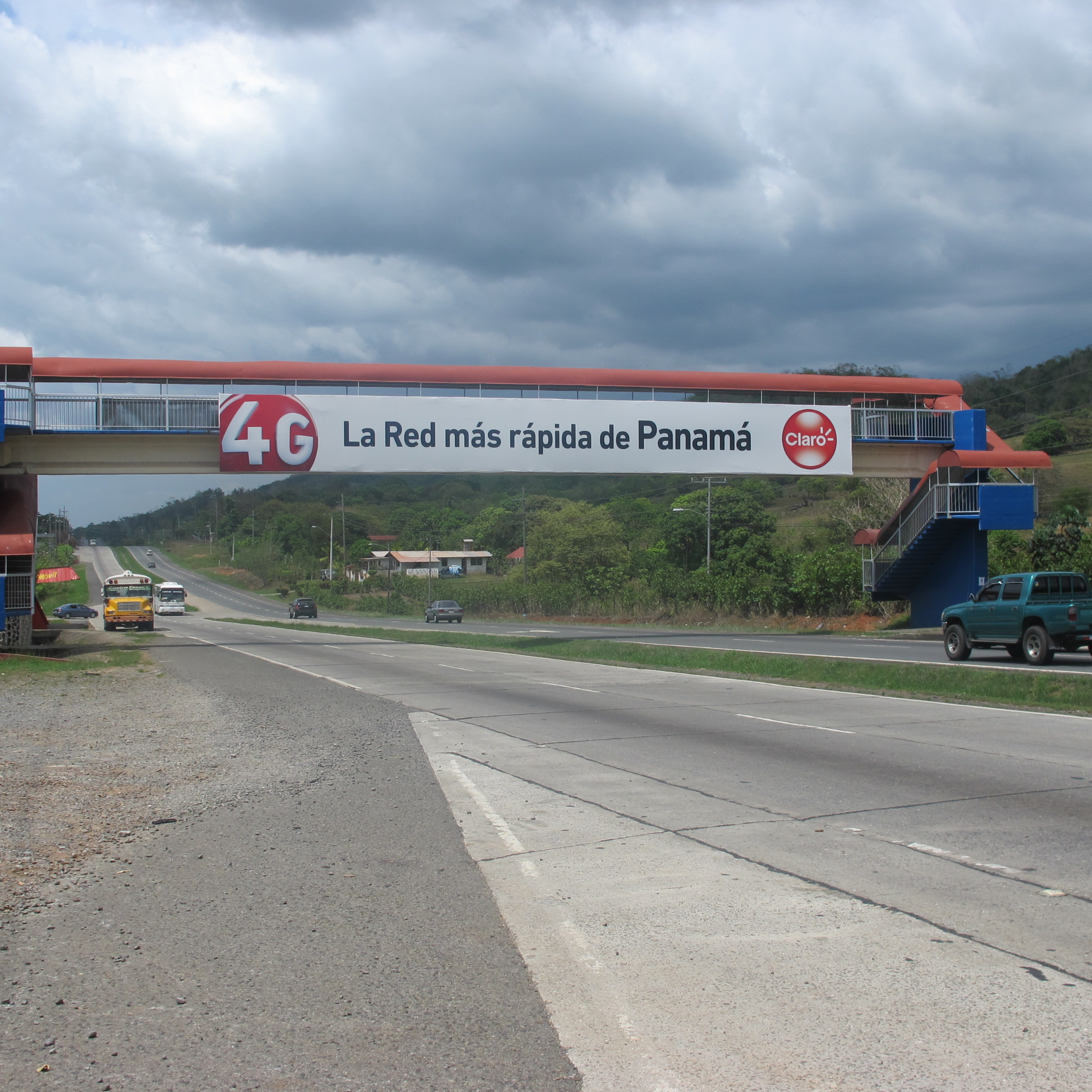
Панамериканське шосе
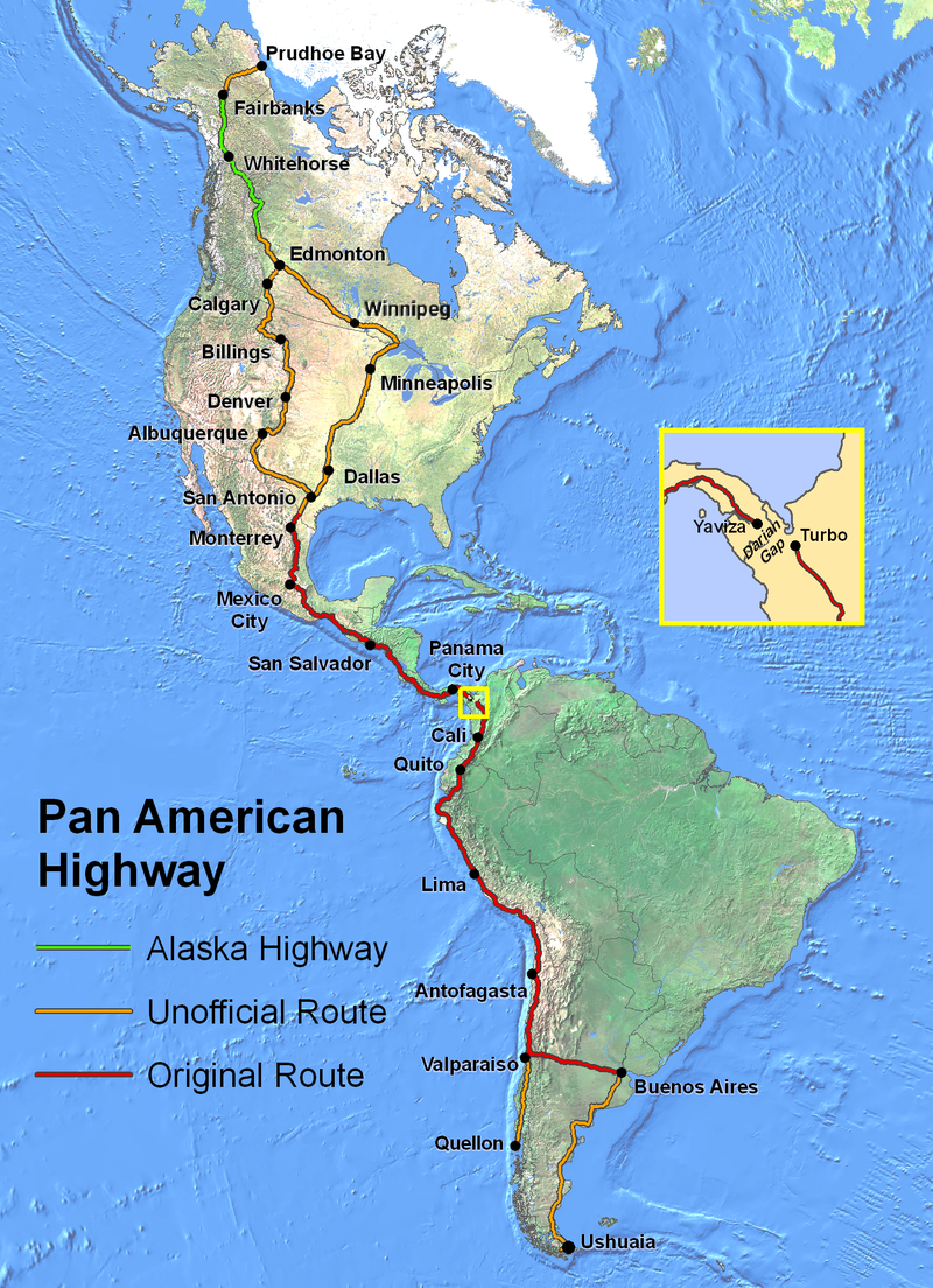
Карта Панамериканського шосе
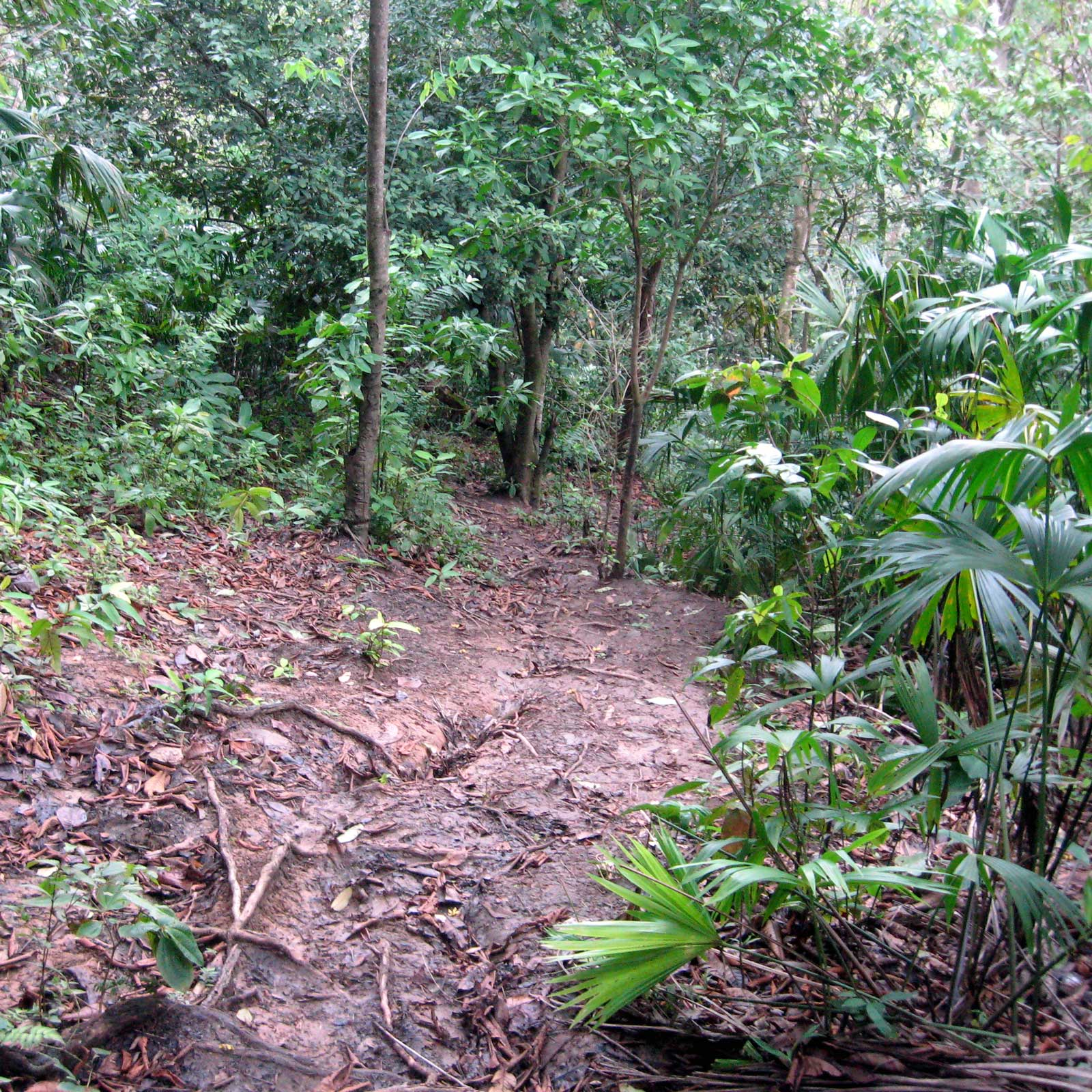
Джунглі на місці Дар'єнського розриву
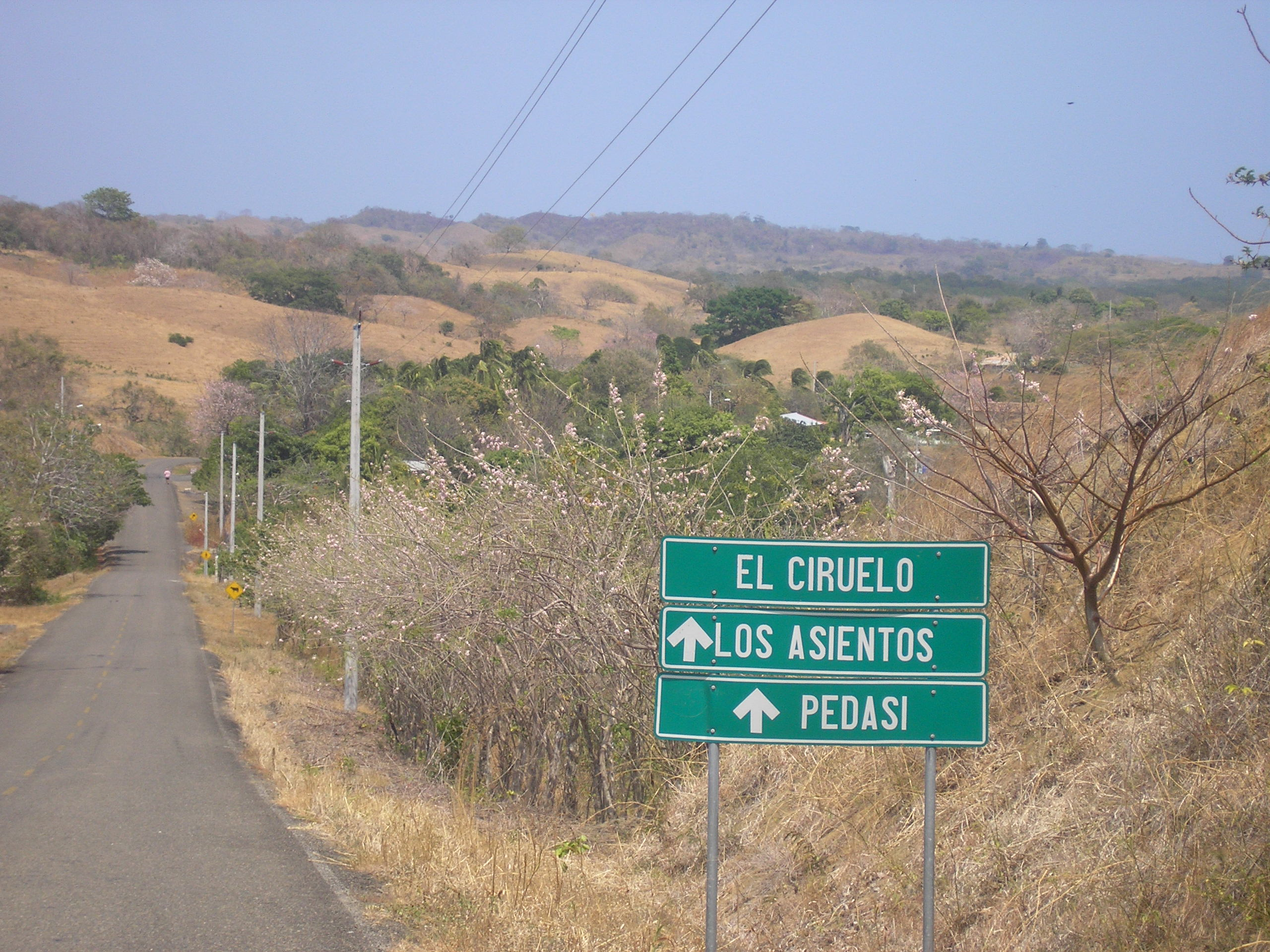
Дорожні знаки Панами
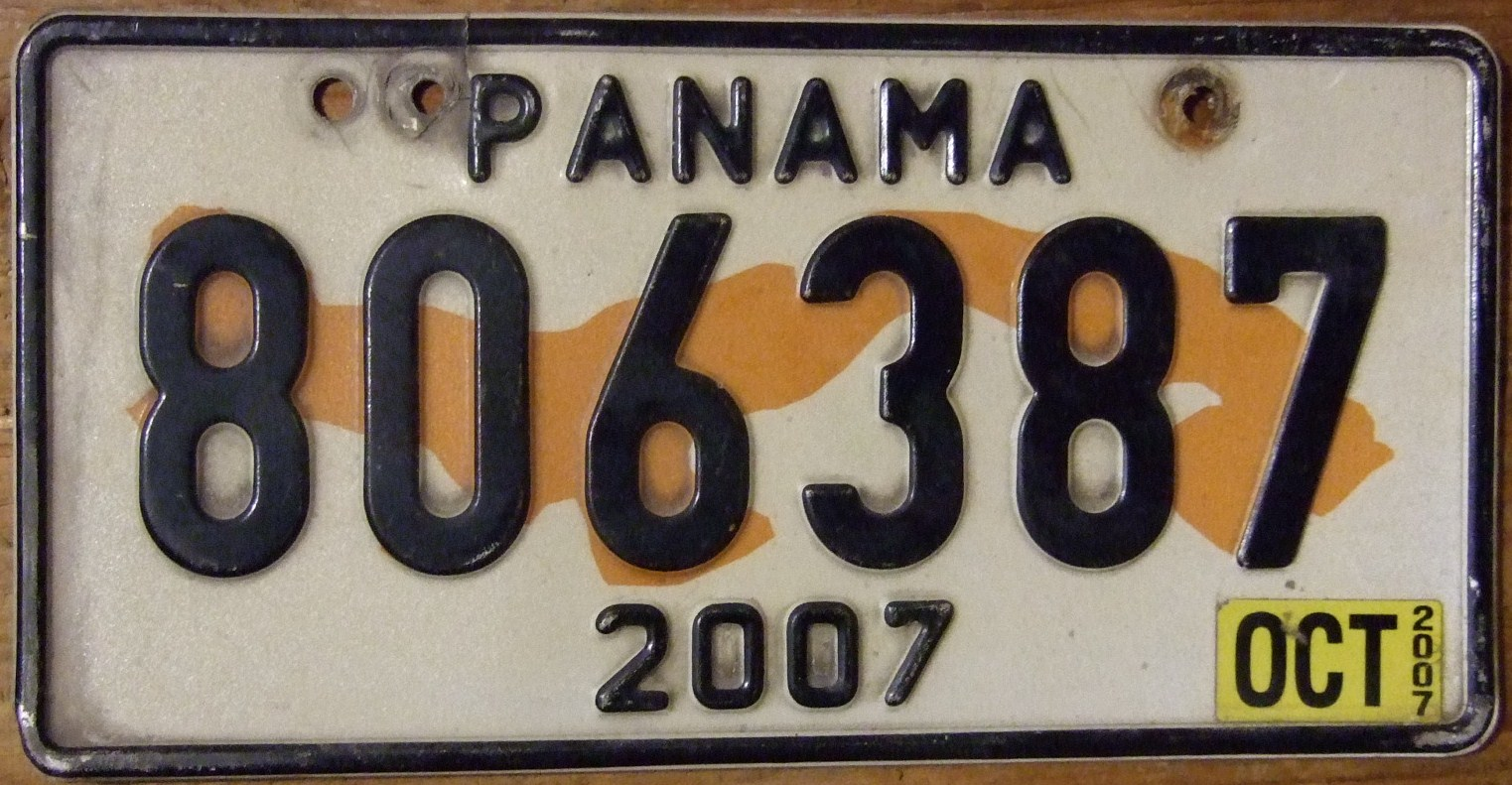
Номерні знаки автомобілів Панами

## Залізничний
Загальна довжина залізничних колій країни, станом на 2014 рік, становила 77 км (129-те місце у світі), з яких 77 км стандартної 1435-мм колії.

## Повітряний
У країні, станом на 2013 рік, діє 117 аеропортів (49-те місце у світі), з них 57 із твердим покриттям злітно-посадкових смуг і 60 із ґрунтовим. Аеропорти країни за довжиною злітно-посадкових смуг розподіляються наступним чином (у дужках окремо кількість без твердого покриття):
- довші за 10 тис. футів (>3047 м) — 1 (0);
- від 10 тис. до 8 тис. футів (3047-2438 м) — 3 (0);
- від 8 тис. до 5 тис. футів (2437—1524 м) — 3 (1);
- від 5 тис. до 3 тис. футів (1523—914 м) — 20 (8);
- коротші за 3 тис. футів (<914 м) — 30 (51)[1].

У країні, станом на 2015 рік, зареєстровано 4 авіапідприємства, які оперують 103 повітряними суднами. За 2015 рік загальний пасажирообіг на внутрішніх і міжнародних рейсах становив 12,0 млн осіб. За 2015 рік повітряним транспортом було перевезено 121,57 млн тонно-кілометрів вантажів (без врахування багажу пасажирів).
У країні, станом на 2013 рік, споруджено і діє 3 гелікоптерні майданчики.
Панама є членом Міжнародної організації цивільної авіації (ICAO). Згідно зі статтею 20 Чиказької конвенції про міжнародну цивільну авіацію 1944 року, Міжнародна організація цивільної авіації для повітряних суден країни, станом на 2016 рік, закріпила реєстраційний префікс — HP, заснований на радіопозивних, виділених Міжнародним союзом електрозв'язку (ITU). Аеропорти Панами мають літерний код ІКАО, що починається з — MP.

## Водний

### Морський
Головні морські порти країни: Бальбоа, Колон, Кристобаль. Річний вантажообіг контейнерних терміналів (дані за 2011 рік): Бальбоа — 3,23 млн, Колон — 2,39 млн, Мансанільйо — 2,39 млн контейнерів (TEU).

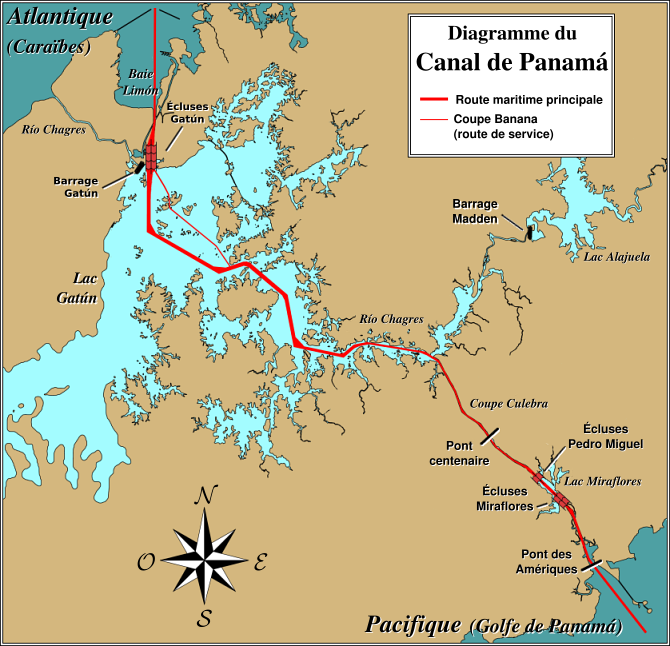
Карта-схема Панамського каналу
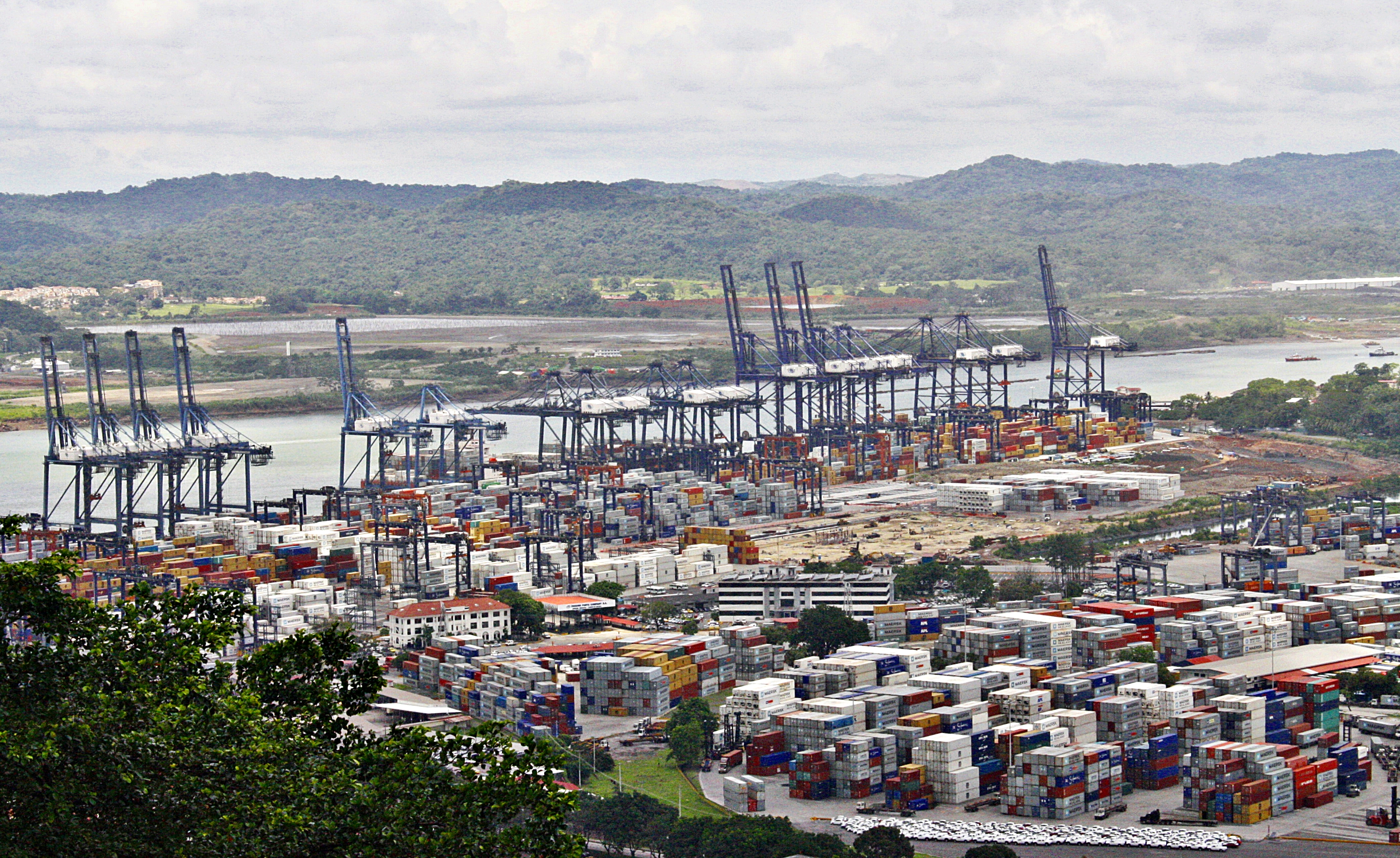
Порт Бальбоа
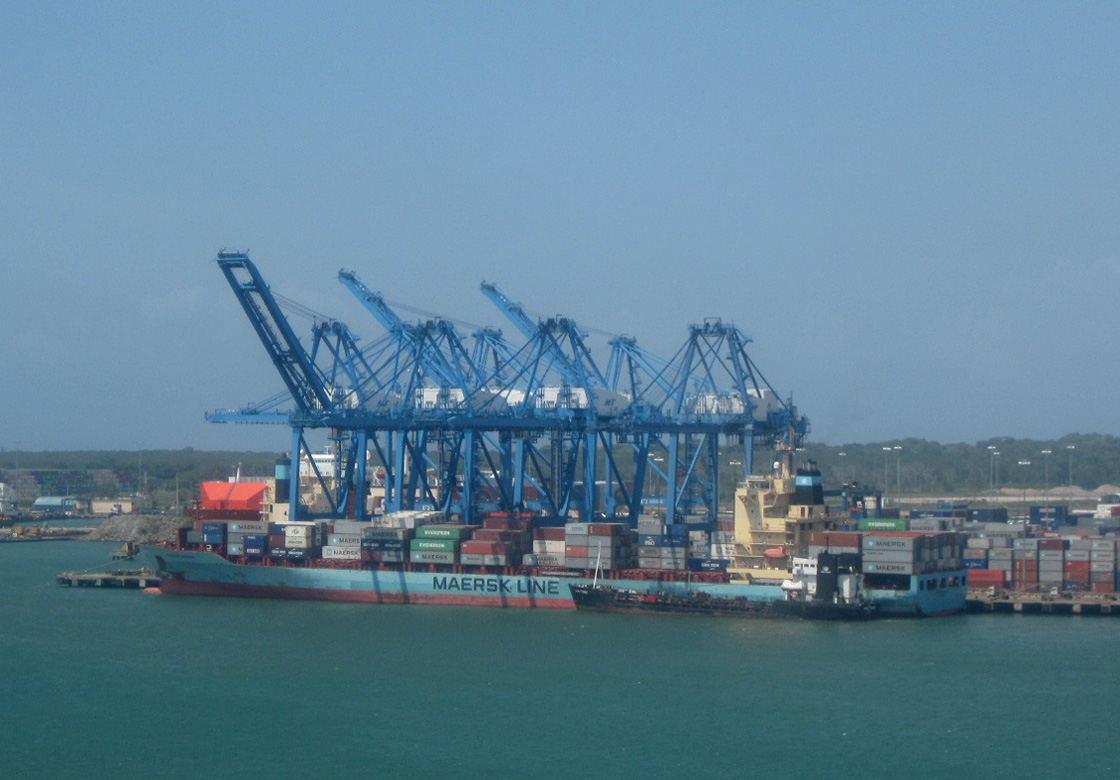
Контейнерний термінал Колону

Морський торговий флот країни, станом на 2010 рік, складався з 6413 морських суден з тоннажем більшим за 1 тис. реєстрових тонн (GRT) кожне (1-ше місце у світі), з яких: ліхтеровозів — 1, балкерів — 2,525, суховантажів — 1,115, інших вантажних суден — 27, танкерів для хімічної продукції — 588, нафторудовозів — 1, контейнеровозів — 742, газовозів — 205, пасажирських суден — 42, вантажно-пасажирських суден — 51, нафтових танкерів — 545, рефрижераторів — 191, ролкерів — 87, спеціалізованих танкерів — 3, автовозів — 290.
Станом на 2010 рік, кількість морських торгових суден, що ходять під прапором країни, але є власністю інших держав — 5157 (Албанії — 4, Аргентини — 5, Австралії — 4, Багамських Островів — 6, Бангладеш — 5, Бельгії — 1, Бермудських Островів — 27, Бразилії — 3, Болгарії — 6, М'янми — 3, Канади — 6, Чилі — 14, Китайської Народної Республіки — 534, Колумбії — 2, Хорватії — 2, Куби — 2, Кіпру — 5, Данії — 41, Еквадору — 3, Єгипту — 11, Фінляндії — 2, Франції — 7, Габону — 1, Німеччини — 24, Гібралтару — 1, Греції — 379, Гонконгу — 144, Індії — 24, Індонезії — 10, Ірану — 5, Ірландії — 1, Ізраїлю — 1, Італії — 25, Японії — 2372, Йорданії — 11, Кувейту — 12, Лівану — 2, Литви — 3, Люксембургу — 1, Малайзії — 12, Мальдівів — 2, Мальти — 2, Мексики — 5, Монако — 11, Нідерландів — 6, Нігерії — 6, Норвегії — 81, Оману — 10, Пакистану — 3, Перу — 9, Філіппінам — 5, Португалії — 10, Катару — 1, Румунії — 3, Російської Федерації — 49, Саудівської Аравії — 11, Сінгапуру — 92, Південної Кореї — 373, Іспанії — 30, Швеції — 2, Швейцарії — 15, Сирії — 34, Тайваню — 328, Танзанії — 2, Таїланду — 6, Туреччини — 62, Об'єднаних Арабських Еміратів — 83, Великої Британії — 37, України — 8, Сполучених Штатів Америки — 90, Венесуели — 13, В'єтнаму — 43, Ємену — 4); зареєстровані під прапорами інших країн — 1 (Гондурасу — 1).

### Річковий
Загальна довжина судноплавних ділянок річок і водних шляхів, доступних для суден з дедвейтом понад 500 тонн, 2011 року становила 800 км (72-ге місце у світі). Панамський канал (82 км) сполучає Атлантичний і Тихий океани.

## Трубопровідний
Загальна довжина нафтогонів в Панамі, станом на 2013 рік, становила 128 км.

## Міський громадський

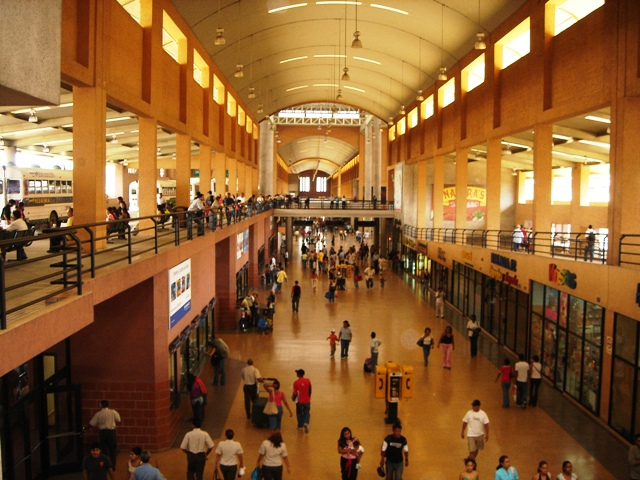
У холі центрального автовокзалу Панами

## Державне управління
Держава здійснює управління транспортною інфраструктурою країни через міністерства їгромадських служб та справ Панамського каналу. Станом на 18 липня 2016 року міністерства в уряді Хуана Карлоса Варели очолювали Рамон Аросемена Креспа та Роберто Рой, відповідно.

### Українською
- Атлас. 10-11 клас. Економічна і соціальна географія світу / упорядники :  О. Я. Скуратович, Н. І. Чанцева. — К. : ДНВП «Картографія», 2010. — ISBN 978-966-475-639-3.
- Атлас світу / голов. ред. І. С. Руденко ; зав. ред. В. В. Радченко ; відп. ред. О. В. Вакуленко. — К. : ДНВП «Картографія», 2005. — 336 с. — ISBN 9666315467.
- Безуглий В. В. Економічна і соціальна географія зарубіжних країн : Навчальний посібник. — К. : ВЦ «Академія», 2007. — 704 с. — ISBN 978-966-580-239-6.
- Безуглий В. В., Козинець С. В. Регіональна економічна і соціальна географія світу : Навчальний посібник. — видання 2-ге, доп., перероб. — К. : ВЦ «Академія», 2007. — 688 с. — ISBN 966-580-144-9.
- Головченко В., Кравчук О. Країнознавство: Азія, Африка, Латинська Америка, Австралія і Океанія. — К., 2006. — 335 с. — ISBN 966-8939-04-2.
- Дахно І. І. Країни світу: Енциклопедичний довідник / І. І. Дахно, С. М. Тимофієв. — К. : Мапа, 2011. — 606 с. — (Бібліотека нового українця) — ISBN 978-966-8804-23-6.
- Дахно І. І. Економічна географія зарубіжних країн : навчальний посібник. — К. : Центр учбової літератури, 2014. — 319 с. — ISBN 978-611-01-0682-5.
- Дорошенко В. І. Географія транспорту : Навчальний посібник / В. І. Дорошенко, К. Д. Діденко. — К. : Київський нац. ун-т ім. Т. Шевченка, 2010. — 183 с. — ISBN 978-966-439-329-1.
- Дубович І. А. Країнознавчий словник-довідник. — 5-те вид., перероб. і доп. — К. : Знання, 2008. — 839 с. — ISBN 978-966-346-330-8.
- Економічна і соціальна географія країн світу : Навчальний посібник / За ред. С. П. Кузика. — Л. : Світ, 2002. — 672 с. — ISBN 966-603-178-7.
- Зарубіжна транспортна географія : навчальний посібник / уклад. : Петрашевський О. Л. и др. — К. : Національний транспортний університет, 2015. — 95 с. — ISBN 978-966-632-227-5.
- Книш М. М., Мамчур О. І. Регіональна економічна і соціальна географія світу (Латинська Америка та Карибські країни, Африка, Азія, Океанія) : навч. посіб. — Л. : ЛНУ ім. Івана Франка, 2013. — 368 с. — ISBN 978-617-10-0007-0.
- Кузик С. П., Книш М. М. Економічна і соціальна географія країн Америки : навч. посіб. — Л. : ЛНУ ім. Івана Франка, 1999. — 299 с. — ISBN 966-613-026-2.
- Юрківський В. М. Регіональна економічна і соціальна географія. Зарубіжні країни : Підручник. — К. : Либідь, 2001. — 416 с. — ISBN 966-06-0092-5.

### Англійською
- (англ.) Modern Transport Geography / Hoyle, B. and R. Knowles (eds). — Second Edition,. — London : Wiley, 1998.
- (англ.) Rodrigue, J-P. The Geography of Transport Systems. — Fourth Edition. — N. Y. : Routledge, 2017. — 440 с. — ISBN 978-1138669574.
- (англ.) Taaffe E. J., Gauthier H. L. and O'Kelly M. E. Geography of transportation. — Second Edition. — N. Y. : Prentice Hall, 1996. — ISBN 0-13-368572-1.
- (англ.) Black, W. Transportation: A Geographical Analysis. — N. Y. : Guilford, 2003.

### Російською
- (рос.) Панама // Латинская Америка. Энциклопедический справочник [в 2-х тт.] / Главный редактор В. В. Вольский. — М. : Советская энциклопедия, 1982. — Т. 2. К-Я. — С. 294.
- (рос.) Максаковский В. П. Географическая картина мира. Книга I: Общая характеристика мира. — М. : Дрофа, 2008. — 495 с. — ISBN 978-5-358-05275-8.
- (рос.) Максаковский В. П. Географическая картина мира. Книга II: Региональная характеристика мира. — М. : Дрофа, 2009. — 480 с. — ISBN 978-5-358-06280-1.
- (рос.) Физико-географический атлас мира. — М. : Академия наук СССР и главное управление геодезии и картографии ГГК СССР, 1964. — 298 с.
- (рос.) Шаповал Н. С. Транспортная география и транспортные системы мира : учебное пособие. — К. : Центр учбової літератури, 2006. — 188 с. — ISBN 000-0000-00-4.
- (рос.) Экономическая, социальная и политическая география мира. Регионы и страны / под ред. С. Б. Лаврова, Н. В. Каледина. — М. : Гардарики, 2002. — 928 с. — ISBN 5-8297-0039-5.
- (рос.) Энциклопедия стран мира / глав. ред. Н. А. Симония. — М. : НПО «Экономика» РАН, отделение общественных наук, 2004. — 1319 с. — ISBN 5-282-02318-0.